# マゼラアタック
マゼラ・アタック (MAGELLA-ATTACK, MAZELLA ATTACK) は、「ガンダムシリーズ」に登場する架空の兵器。初出は、1979年に放送されたテレビアニメ『機動戦士ガンダム』。
作中の軍事勢力の一つ「ジオン公国軍」の大型戦車。現実の戦車よりも取り付け位置の高い砲塔が特徴で、この部分を切り離して短時間の飛行を行うことができる。作中では、おもに人型ロボット兵器「モビルスーツ (MS)」の後方支援を担当する。
近藤和久の漫画作品では「マゼランアタック」と表記される。

## 設定解説
ジオン公国軍地球方面軍に配備される地上攻撃用の兵器。ジオン軍における主力戦車として位置付ける資料が見られる一方で、実際には歩兵やMSの突入を支援する装甲砲、または自走砲と呼べる兵器とした資料も見られる。また、高価で数不足のMSを補助するべく開発されたとする媒体もみられる。U.C0079年3月1日の地球侵攻作戦において主力を務めたMS-06FザクII F型の配備数が多くなかったことから、ジオン軍は戦闘車両や航空機で不足分を補っていたとする資料も見られる。
ルーツはジオン軍M1戦車。車体はマゼラ・トップとマゼラ・ベースの二つから構成され、マゼラ・トップのみを分離して飛行させる事が可能となっている。分離機構は上面装甲の薄い地上戦力を上空から攻撃するための機能だが、飛行時の命中精度は極端に低下し、主砲の有効射程も600mほどとなる。また、飛行時間は5分と短く、戦闘力を失ったマゼラ・ベースを撃破され不時着する機体も多かった。マゼラ・トップ両翼側面にはVTOLエンジンを備え、ヘリコプター同様のホバーも可能。乗員は砲手とパイロットを兼ねる一名。なお、マゼラ・ベース側にも操縦スペースが存在するとした資料も見られる。コクピットはスクリーンを持たないキャノピー目視方式。プラモデルキット『EXモデル 1/144 マゼラアタック』では、マゼラトップのコクピットにパイロットと選択式のカメラセンサーを組み込んだデザインも見られた。
派生機として、マゼラ・ベースにザクの上半身を載せたザクタンクがある。

### 武装・装備
主砲
資料によって175mm砲とする記述、175mm無反動砲とする記述、155mm榴弾砲とする記述が見られる。また、実体弾式滑腔砲とする記述も存在する。組み込まれた主砲ユニットはジオン軍のガンシップや宇宙用長距離砲にも使用される「K175C」であるとした資料も見られる。ユニットをMS用の携行装備に改装したマゼラトップ砲をツィマット社製の「ZIM/M・T-K175C」とした資料も見られる。
マゼラ・トップ部に装備される。位置エネルギーを確保して確かな遠距離砲撃を行うため、砲配置は高い位置に設定されている。砲塔は旋廻しない方式。弾種の設定はなされていないが、OVA作品『機動戦士ガンダム第08MS小隊』第10話においては成型炸薬弾（HEAT）や装弾筒付翼安定徹甲弾（APFSDS、作中ではペネトレーターと呼称される）が使用された。
この主砲を改造したMS-06J ザクII J型の装備としてマゼラ・トップ砲が存在する。
33mm三連装機関砲 / 35mm機関砲 /3連装バルカン砲
マゼラ・ベース部に装備される。分離後の歩兵支援を想定したとする資料も見られる。

### 劇中での活躍
『機動戦士ガンダム』の物語序盤に登場。ガルマ・ザビ大佐率いるドップやザクIIとともにホワイトベース隊に攻撃を行う。また、マ・クベの部隊でも多数使用され、オデッサ作戦では連邦軍の61式戦車隊と交戦する。マゼラ・トップやマゼラ・トップ砲はランバ・ラル隊の貴重な戦力としても使用され、マゼラ・トップの飛行能力を駆使してガンダムを追い詰める。マゼラ・トップをカーゴやサムソンの荷台に載せ、移動砲座とする描写もある。
OVA『機動戦士ガンダム 第08MS小隊』では、第9話に登場。オデッサで敗退し、撤退するジオン軍部隊のための時間稼ぎとして、ボーン・アブスト大尉率いる3両のマゼラ・アタックが第08小隊に対し待ち伏せ攻撃を行う。この際、車体を塹壕に隠し砲塔だけを出し、周囲にスクラップを散らして金属反応を欺瞞する。結果、HEAT弾により陸戦型ガンダム1機の脚部を損傷させる。一両を撃破されるも戦死者はなく、作戦の目的を果たす。
OVA『機動戦士ガンダム MS IGLOO 2 重力戦線』第1話では、歩兵の誘導ミサイルによって撃破される場面がある。第2話（0079年7月設定）では、マゼラ・アタック部隊が連邦軍欧州方面軍の61式戦車部隊と交戦するも、一方的に撃破され後退する。第3話のオデッサ作戦では、マゼラ・アタック部隊が陸戦強襲型ガンタンク3輌と交戦。ガンタンクのミサイルや火炎放射、さらには体当たり攻撃により、まともに反撃できずに殲滅される。
漫画『MSV-R 虹霓のシン・マツナガ』では、一年戦争初期のマス・ドライバー奪取作戦でキュイとともに月面で運用されている。

## バリエーション

### マゼラ・アタック（東南アジア型）
『機動戦士ガンダム 第08MS小隊』に登場するデザインのマゼラ・アタックをこの呼称で記述した資料も見られる。マゼラ・トップ主砲両側面には同軸機銃口が備えられ、主翼付け根にはスモークディスチャージャーを持つ。また、主翼上部には排気口が備えられ、後部ノズルが小型化。キャノピーは改修によって小型化。主砲と三連装機関砲がともに仕様変更されたデザインとなっている。この車両とは別に、欧州方面制圧軍の車両では車体形状等に細かな変更がなされているとした資料も見られる。
主砲はスムーズボアバレルを採用。デザインは山根公利が担当した。

### マゼラ・アタック（欧州戦線仕様）
OVA『機動戦士ガンダム MS IGLOO 2 重力戦線』に登場したデザインのマゼラ・アタックをこの呼称で記述した資料も見られる。

### デザートカラー
プラモデルキット『EXモデル 1/144 マゼラアタック』で登場したデザインのマゼラ・アタックの一つ。排気口を砂漠戦に適した形状に変更し、スモークディスチャージャーも追加したデザートカラーの車両。これと区分し、『機動戦士ガンダム』TVアニメーション作中に登場したマゼラ・アタックをノーマルカラーと呼称する媒体もみられる。

### ジオン軍M1戦車
模型企画『モビルスーツバリエーション』（MSV）に登場。マゼラ・アタックのルーツとなった車両で、M1戦車とも記述される。戦車として際立った特徴は持たない。派生車両に大型化したM1戦車発展型も存在する。

### ジオン軍マゼラアタック原型1号
模型企画『モビルスーツバリエーション』に登場。従来のジオン軍戦車と比較し、重装甲・大口径化によって2倍以上の車体となった。これは対MS戦や移動要塞的な運用思想によるものだとされる。このほか、ジオン軍重装型テスト機も存在する。

### マゼラフラック
ムック『GUMDAM GAMES』に登場。マゼラ・ベースを原型とした自走対空砲で、砲塔に4連装75mm機関砲と捜索レーダーを、3連装35mm機関砲を撤去した箇所に追跡レーダーを装備している。また、マゼラ・アタックからマゼラ・トップ砲と翼のみを取り外し、代わりにマゼラ・トップ側面に機関砲4門を取り付けた車両もある。

### マゼラベルファー
ムック『GUNDAM GAMES』に登場。マゼラ・ベースを原型とした自走迫撃砲で、陸戦型ザクIIなどのMSが操作する600mm迫撃砲1門を固定装備している。運用は射手・装弾手・弾薬手の役を担う3機のMSからなる迫撃砲小隊によって行われ、必要に応じてマゼラ・ベース改造の弾薬運搬車が随伴する。また、600mm迫撃砲のみを携行可能にした型もある。

### マゼラ突撃砲
「月刊ホビージャパン」で掲載された雑誌企画『MOBILE SUIT in ACTION ジオンの星』に登場（型式番号：MA-13HC）。マゼラ・アタックの発展改良型として開発された突撃砲で、走行方式にホバーを採用するとともにマゼラ・トップを廃し、マゼラ・ベースに215mm無反動砲1門、ビーム砲1門、スモークディスチャージャーを固定装備している。元ジオン軍捕虜からなる連邦軍第13独立機動戦隊「ドラグゥン13」（DRAGOON13）によって、グリプス戦役時に運用されている。

## 備考
テレビ放映当時は具体的な公式設定は存在せず、上記の設定の大半はムックや模型、漫画での非公式設定で補われた。このうち、火砲の口径や射程などはムック『ガンダムセンチュリー』の設定である。
マゼラトップ砲は、『機動戦士ガンダム』では十分な補給の受けられなかったランバ・ラル隊残党が臨時に用いた兵器として登場。その後、模型やゲーム、OVA『機動戦士ガンダム 第08MS小隊』に登場し、一般的なザクの装備と設定変更される。
ザクタンクは雑誌「コミックボンボン」の模型改造企画に登場したものがMSVとして模型化され、『機動戦士Ζガンダム』に登場した。

### 型式番号
型式番号「HT-01B」は個人のウェブサイトで創作された非公式設定をもとに、Wikipediaの当記事に無断で転載・改変されたものが『第08MS小隊』WEBに再転載されて以降、広まったものである。この設定は当記事に転載される際に改変がされているため、事実上Wikipedia上で創作された設定をもとに定着した結果となっている。
後発の資料で異なる型式番号(PVN.42/4)が掲載されたこともあるが、一方でROBOT魂などではHT-01Bは使用されている。

### 車体サイズ
シリーズ一作目『機動戦士ガンダム』、後続のOVA作品『機動戦士ガンダム 第08MS小隊』、『機動戦士ガンダム MS IGLOO 2 重力戦線』等の登場ごとにデザインの変更がなされ、車両の大きさや重量にも差異が存在する。これについて、マゼラアタックとはそもそもコンセプトの呼称であり、用途別の車両が存在すると推察した資料も見られる。